# Bisbat de Saint-Denis de La Réunion
El bisbat de Saint-Denis-de-La Réunion (francès:  Diocèse de Saint-Denis de La Réunion, llatí: Dioecesis S. Dionysii Reunionis) és una seu de l'Església Catòlica a França, immediatament subjecta a la Santa Seu. L'any 2014 tenia 672.700 batejats sobre una població de 849.000 habitants. Actualment està regida pel bisbe Gilbert Guillaume Marie-Jean Aubry.

## Territori
La diòcesi comprèn l'illa de la Reunió.
La seu episcopal és la ciutat de Saint-Denis-de-La Réunion, on es troba la catedral de Sant Dionís.
El territori s'estén sobre 2.512  km², i està dividit en 72 parròquies.

## Història
El 1712 s'erigí la prefectura apostòlica de les Illes de l'oceà Índic, prenent el territori de la diòcesi de Malaca (avui arquebisbat de Singapur).
El 1772 la residència de la prefectura apostòlica va ser transferida des de l'illa de Reunió a la de Maurici.
El 1818 modificà el nom pel de prefectura apostòlica de Bourbon.
El 1841 cedí l'illa de Madagascar, que formava part del seu territori des del 1829, després d'una adquisició del vicariat apostòlic de Maurici (avui bisbat de Port-Louis), per tal que s'erigís la prefectura apostòlica de Madagascar (avui arquebisbat d'Antananarivo).
El 27 de gener de 1850 va ser elevada a diòcesi, assumint el nom actual. Originàriament era sufragània de l'arquebisbat de Bordeus.
El 26 de febrer de 1860 cedí el territori corresponent a l'immens sultanat de Zanzibar a la prefectura apostòlica de Zanguebar, origen de l'actual arquebisbat de Nairobi.
Els bisbes de Saint-Denis-de-La Réunion són membres de dret de la Conferència Episcopal de l'Oceà Índic, que agrupa els bisbes de Comores, Maurici, Reunió, Mayotte i Seychelles.

## Cronologia episcopal
- François Contenot, C.M. † (1772 - 1781)
- André Chambovet, C.M. † (1781 - 1788)
- Charles Darthé, C.M. † (1788 - 1793)
- Gabriel Durocher, C.M. † (1793 - 16 d'octubre de 1801 mort)
- Pierre Hoffmann † (1806 - 2 de novembre de 1807 mort)
- Emmanuel Gouillart, C.M. † (gener de 1809 - 1820)
- Henry de Solages † (1829 - 1830 nomenat prefecte apostòlic de les Illes dels Mars del Sud)
- Florian-Jules-Félix Desprez † (3 d'octubre de 1850 - 19 de març de 1857 nomenat bisbe de Llemotges)
- Armand-René Maupoint † (19 de març de 1857 - 10 de juliol de 1871 mort)
- Victor-Jean-François-Paulin Delannoy † (6 de maig de 1872 - 18 de desembre de 1876 nomenat bisbe d'Aire)
- Dominique-Clément-Marie Soulé † (18 de desembre de 1876 - 30 de novembre de 1880 renuncià)
- Joseph Coldefy † (13 de maig de 1881 - 18 de gener de 1887 mort)
- Edmond-Frédéric Fuzet † (25 de novembre de 1887 - 19 de gener de 1893 nomenat bisbe de Beauvais)
- Jacques-Paul-Antonin Fabre † (19 de gener de 1893 - 26 de desembre de 1919 mort)
- Georges-Marie de Labonninière de Beaumont, C.S.Sp. † (26 de desembre de 1919 succeduto - 23 de juliol de 1934 mort)
- François-Emile-Marie Cléret de Langavant, C.S.Sp. † (10 de desembre de 1934 - 21 d'octubre de 1960 renuncià)
- Georges-Henri Guibert, C.S.Sp. † (7 de novembre de 1960 - 19 de febrer de 1975 renuncià)
- Gilbert Guillaume Marie-Jean Aubry, dal 20 de novembre de 1975

## Estadístiques
A finals del 2014, la diòcesi tenia 672.700 batejats sobre una població de 849.000 persones, equivalent al 79,2% del total.
| any  | població | població | població | sacerdots | sacerdots       | sacerdots       | sacerdots             | diaques | religiosos | religiosos | parròquies |
| ---- | -------- | -------- | -------- | --------- | --------------- | --------------- | --------------------- | ------- | ---------- | ---------- | ---------- |
| any  | batejats | total    | %        | total     | clergat secular | clergat regular | batejats por sacerdot | diaques | homes      | dones      |            |
| 1949 | 229.488  | 243.187  | 94,4     | 72        | 31              | 41              | 3.187                 |         | 32         | 334        | 57         |
| 1970 | 420.000  | 440.000  | 95,5     | 111       | 52              | 59              | 3.783                 |         | 107        | 489        | 65         |
| 1980 | 448.000  | 490.000  | 91,4     | 113       | 58              | 55              | 3.964                 |         | 97         | 430        | 69         |
| 1990 | 520.000  | 580.000  | 89,7     | 106       | 58              | 48              | 4.905                 | 1       | 88         | 413        | 75         |
| 1999 | 590.000  | 640.000  | 92,2     | 97        | 52              | 45              | 6.082                 | 7       | 82         | 386        | 75         |
| 2000 | 590.000  | 640.000  | 92,2     | 102       | 55              | 47              | 5.784                 | 13      | 84         | 346        | 75         |
| 2001 | 595.000  | 645.000  | 92,2     | 110       | 58              | 52              | 5.409                 | 13      | 86         | 505        | 75         |
| 2007 | 625.000  | 784.000  | 79,7     | 120       | 53              | 67              | 5.208                 | 1       | 80         | 316        | 56         |
| 2010 | 644.000  | 806.000  | 79,9     | 127       | 65              | 62              | 5.070                 | 19      | 75         | 286        | 71         |
| 2014 | 672.700  | 849.000  | 79,2     | 121       | 57              | 64              | 5.559                 | 22      | 68         | 247        | 72         |